# 安艺贵范

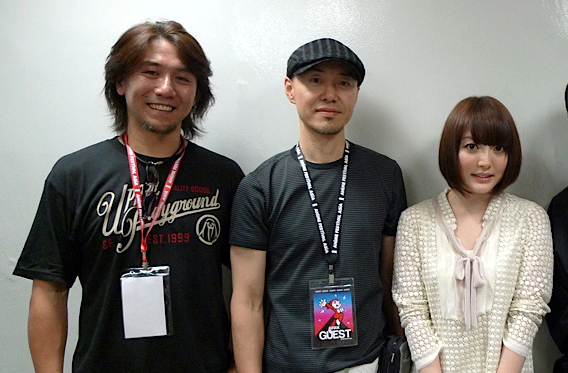
2010年11月14日在C3AFA展览上与Nitro+社长小坂崇气和声优花澤香菜合影

安艺贵范（日语：／ Aki Takanori，1971年1月26日—）是一位日本企业家，Good Smile Company社长。

## 生平
1971年出生于日本香川县大川郡津田町，1993年毕业于大阪府立大学经济学部，曾立志成为一名会计师，后来无法跟上学业而放弃。后进入科乐美公司。2001年成立Good Smile Company，最初是一家艺能事务所，后来由于艺人失踪而被迫转型，慢慢承接一些手办模型制造的业务，到后来自己制作模型。2008年发售的粘土人初音未来大受欢迎，共售出12万件。